# Aturus pellucidus
Aturus pellucidus är en kvalsterart som beskrevs av Herbert Habeeb 1954. Aturus pellucidus ingår i släktet Aturus och familjen Aturidae. Inga underarter finns listade.